# Jean-Michel Jacques
Ne doit pas être confondu avec Jean-Michel Jarre.
Pour les articles homonymes, voir Jacques.
Jean-Michel Jacques, né le 29 février 1968 à Metz, est un homme politique français.
D'abord maire de Brandérion et conseiller délégué à l'accessibilité à Lorient Agglomération, il est élu député de la sixième circonscription du Morbihan lors des élections législatives de 2017 sous l'étiquette La République en marche, puis est réélu en 2022 et 2024.

## Biographie

### Jeunesse
Jean-Michel Jacques naît le 29 février 1968 à Metz (Moselle), puis grandit avec sa famille à Hagondange, ville de l'ancien bassin sidérurgique et minier de Moselle,.

### Engagement dans l'armée
En 1988, âgé de 18 ans, il s'engage dans la Marine nationale. Après sa formation d'infirmier militaire, il rejoint l'école des fusiliers marins de Lorient où il réussit les épreuves de sélection des commandos marine. Il reste au total plus de 23 ans dans la Marine nationale, dont 17 dans les forces spéciales : commandos Jaubert et Trépel et escouade de contre-terrorisme et de libération d'otages (ECTLO).
De 2005 à 2017, il est également officier du service de santé des sapeurs-pompiers volontaires du Morbihan[réf. nécessaire].
Enfin, il enseigne les gestes et soins d'urgence à l'Institut de formation des professionnels de santé de Lorient de 2011 à 2014.
La déportation de son grand-père au camp de concentration de Natzweiler-Struthof puis à celui de Dachau l'amène en 2005 à réactiver la fondation de la mémoire pour la déportation dans le département et à en prendre la présidence jusqu'à son élection,.

### Parcours politique

#### Maire et conseiller communautaire
Jean-Michel Jacques s'engage pour la première fois en politique lors des élections municipales de 2014. Il conduit une liste citoyenne rassemblant des personnalités de gauche et droite qui arrive en tête au premier tour avec 69,74 % des voix exprimées. À cette occasion, il est élu maire de Brandérion et devient conseiller communautaire délégué à l'accessibilité à Lorient Agglomération où il est également porte-parole de la liste citoyenne au sein du conseil communautaire,.
Il donne son parrainage de maire à Emmanuel Macron à l'annonce de sa candidature à l'élection présidentielle de 2017.
Élu député, il démissionne de son mandat de maire en juillet 2017 et de conseiller communautaire en juin 2018. Il reste toutefois conseiller municipal jusqu'aux élections municipales de 2020.

#### Député
En mai 2017, La République en marche l'investit pour les élections législatives sur la sixième circonscription du Morbihan. Le 18 juin suivant, il est élu au second tour de l'élection législative avec 54,72 % des voix exprimées, contre le candidat UDI, Gwenn Le Nay,. Il siège dans le groupe de la majorité La République en marche et est élu vice-président de la commission de la Défense nationale et des Forces armées à l'Assemblée nationale,,.
Candidat pour les élections législatives de 2022, il est réélu le 19 juin à l'issue du second tour avec 54,81 % des suffrages exprimés face au candidat de la NUPES, Jean-Michel Baudry, qui obtient 45,19 % des voix.
Le 6 août 2022, il est désigné par la présidente de l'Assemblée nationale pour siéger au sein de la commission du secret de la Défense nationale (CSDN).
Le 4 avril 2023, il est nommé , rapporteur de la loi de programmation militaire 2024-2030 pour la commission de la Défense nationale et des Forces armées.
En juillet 2024, il est élu président de la commission de défense à l'Assemblée nationale.

#### Fonctions au sein de la République en Marche
Fin 2016, il est nommé référent départemental après avoir rejoint En Marche et organise notamment un meeting à Quéven pour soutenir Emmanuel Macron.
En janvier 2019, dans le contexte du mouvement des Gilets jaunes, il est nommé référent de la région Bretagne pour le Grand débat national.
En juin 2019, il est nommé membre de la commission nationale d'investiture de La République en marche pour les élections municipales.

## Synthèse des mandats

### Mandat national
- Depuis le 21 juin 2017 : député de la sixième circonscription du Morbihan
- Depuis le 20 juillet 2024 : président de la commission de la Défense nationale et des Forces armées de l'Assemblée nationale

### Mandats locaux
- 28 mars 2014 - 10 juillet 2017 : maire de Brandérion
- 10 juillet 2017 - 18 mai 2020 : conseiller municipal de Brandérion
- 28 mars 2014 - 28 juin 2018 : conseiller communautaire délégué de Lorient Agglomération, chargé de l'accessibilité

## Distinctions et décorations
- Médaille d'Outre-Mer (2025)

- Médaille militaire (2008)[28]
- Croix de la Valeur militaire 2005
- Croix du combattant 2005
- Médaille de la Défense nationale, échelon or
- Médaille de reconnaissance de la Nation 2004
- Médaille commémorative française 2002
- Médaille de service en Afghanistan
- Meritorious  Service medal 2004